# 李彦图
李彦图（9世纪—913年），《新唐书·哀帝纪》<刘知谦传>作李图，在五代十国早期于912年 - 913年间管治虔州。
李彦图的家世背景包括他的出生地和生年都几乎无载。乾化元年（911年）十二月，之前谋杀前任盧延昌控制虔州并被后梁太祖任为虔州防御使的黎球过世，李彦图被州人推举接管虔州，也称防御使，但现存史料未载后梁及与其对立且曾接纳卢延昌的杨吴政权是否予以认可。李彦图掌权后，曾长期为卢延昌的父亲卢光稠担任军师且险遭黎球谋害的大将谭全播称病退休，以求避祸。李彦图生疑，和他商议结亲，多方观察其动静，谭全播作病状，李彦图始终看不出。得知谭全播患病，名义依附后梁的清海军节度使劉龑攻打虔州管下的韶州。卢延昌任命的韶州刺史廖爽弃城投奔马楚，使韶州从此脱离了虔州的控制。
二年（912年）十二月，李彦图卒。其子不肖，关闭子城自守。虔州人无所归，就去谭全播家推他继任为帅。